# نيستان (كاهشنغ)
نيستان (بالفارسية: نیستان) هي مستوطنة تقع في إيران في قسم كاهشنغ الريفي. يقدر عدد سكانها بـ 25 نسمة .